# 涂觀
觀（1427年—1506年），字恒孚，號芝軒，江西南昌府豐城縣人，明朝政治人物。進士出身。

## 生平
景泰七年（1456年）丙子科江西鄉試第五十五名。天順四年（1460年）庚辰科進士，歷南京吏部驗封司主事、考功司、文選司郎中，升衢州府知府，改寧國府知府，進階中憲大夫。孝宗即位，進階亞中大夫。正德元年丙寅正月卒，年八十。著有《六書音義》、《正統世年表》已失傳。

## 家族
曾祖父涂文德。祖父。父亲，曾任封監察御史。貴州按察使謙之弟。有二子涂昇、涂旦，皆為進士。涂景为舉人。